# Hofstede te Vliet
De Hofstede te Vliet was een adellijk huis in het Nederlandse dorp Lopikerkapel, provincie Utrecht. Het stond 450 meter ten westen van het kasteel Huis te Vliet.

## Geschiedenis
De oudste vermelding van de hofstede dateert uit 1382: de lijst van leenmannen van het Sticht Utrecht vermeldt dat Willem van der Vliet met de hofstede is beleend. Het huis zal echter ouder zijn en is naar verwachting al in de eerste helft van de 14e eeuw gebouwd. Mogelijke bouwheer was Giselbertus Bokel van Vliet.
Willem overleed in 1393 en op 5 maart van dat jaar erfde zijn zuster Margriet het goed. De laatste eigenaar uit deze familie was Jacob van den Vliet Ydenzoon, die in 1437 de hofstede overdeed aan Sweder Johanss.
De laatste vermelding in de leenakten dateert uit 1457, toen Sweders zoon Johan de hofstede erfde. Kort hierna zal de hofstede zijn afgebroken.

## Beschrijving
Archeologisch onderzoek in 1984/1985 maakte duidelijk dat de Hofstede te Vliet een versterkt huis was. Het volledige complex was 63 bij 42 meter groot en bestond uit een voorburcht en een hoofdburcht, van elkaar afgescheiden door een 3 meter brede sloot. De ommuurde voorburcht had een afmeting van 25 bij 20 meter. De eveneens ommuurde hoofdburcht was 41 bij 20 meter groot en in een van de hoeken stond een stenen gebouw van 6 bij 5 meter. Rondom het complex lagen een 11 meter brede slotgracht, een aarden wal en een buitengracht. Enkele sloten herinneren nog aan de buitengracht.
Bij het archeologisch onderzoek werden bakstenen gevonden die wijzen op een bouw in de eerste helft van de 14e eeuw. Vondsten als aardewerk, gespen, sleutels en leitafeltjes zijn afkomstig uit een periode van begin 14e tot en met eind 15e eeuw. De leitafeltjes bevatten fragmenten van oorkonden, een liedtekst en een notenschrift, hetgeen doet vermoeden dat er op een complex een schooltje aanwezig was.
Een deel van de vondsten is overgedragen aan het Rijksmuseum van Oudheden in Leiden. De overige vondsten zijn in Lopikerkapel tentoongesteld.
Kasteel Ter Aa (Breukelen) ·
Aastein ·
Slot Abcoude ·
Amaliastein ·
Nieuw-Amelisweerd ·
Oud-Amelisweerd ·
Kasteel Amerongen ·
Kasteel Batestein (Harmelen) ·
Kasteel Batestein (Vianen) · 
De Beest ·
Bergestein ·
Beverweerd ·
Blasenburg ·
Blikkenburg ·
Blommesteyn ·
Bolenstein ·
Bolsweerd ·
Bottestein ·
Kasteel Broekhuizen ·
Bruinenburg ·
Huis Cammingha ·
Clarenborg ·
Coelhorst ·
De Batau ·
Dompselaer ·
Huis Doorn ·
Drakenburg (kasteel) ·
Drakensteyn ·
Kasteel Duurstede ·
Huis Ter Eem ·
Eijkelenburg ·
Emmickhuizen ·
Den Engh ·
Essenstein ·
Everstein (Everdingen) ·
Everstein (Jutphaas) ·
Den Eyck ·
Galesloot ·
Kasteel Geerestein ·
Gildenborgh ·
Kasteel Ten Goye ·
Grauwert ·
Grijpestein ·
Groenestein (Langbroek) ·
Kasteel Groeneveld (Baarn) ·
Groenewoude (Woudenberg) ·
Gunterstein ·
Kasteel de Haar ·
Kasteel Hagestein ·
Hamtoren ·
Kasteel Hardenbroek ·
Huis Harmelen ·
Ridderhofstad Heemstede ·
Kasteel Heemstede ·
Heimenberg ·
Heimerstein ·
Huis Herlaar ·
Ter Heul ·
Heulestein ·
Hindersteyn ·
Kasteel Ter Horst (Achterberg) ·
Isselt ·
Kasteel IJsselstein ·
Jagenstein ·
Kersbergen ·
Killestein ·
Kronenburg (kasteel) ·
Kasteel Levendaal ·
Lichtenberg (Woudenberg) ·
Lievendaal (Amerongen) ·
Landgoed Linschoten ·
Kasteel Linschoten ·
Lockhorst ·
Kasteel Loenersloot ·
Kasteel Lunenburg ·
Huis Maarsbergen ·
Marckenburg ·
Ter Meer ·
Ter Mey (Haarzuilens) ·
Huis te Mijdrecht ·
Huis te Mijnden ·
Kasteel Moersbergen ·
Kasteel Montfoort ·
Natewisch ·
Te Nesse ·
Kasteel Nijenrode ·
Nijenstein ·
Nijeveld ·
Noordwijk (Langbroek) ·
Huis te Oosterwijk ·
Oostwaard (Utrecht) ·
Op de Bol ·
Oud-Broekhuizen ·
Ridderhofstad Oudaan ·
Huis Oudegein ·
Oudenhorst ·
Plettenburg (kasteel) ·
Huis De Polle ·
Prattenburg ·
Kasteel Putkop ·
Randenbroek (park) ·
Remmerstein ·
Kasteel Renswoude ·
Rhijnauwen ·
Kasteel Rhijnestein ·
Huis Riebeek ·
Kasteel Rijnenburg ·
Rijnestein ·
Rijneveld ·
Kasteel Rijnhuizen ·
Rijningen ·
Huis Rijnsweerd ·
Rijpickerwaard · 
Kasteel Rijsenburg ·
De Roetert ·
Rumelaar ·
Kasteel Ruwiel ·
Royestein ·
Kasteel Sandenburg ·
Kasteel Schalkwijk ·
Kasteel Schonauwen ·
Schurenburg ·
Snaafburg ·
Snellenburg ·
Paleis Soestdijk ·
Steenhuis (Lopik) ·
Kasteel Sterkenburg ·
Stormerdijk ·
Landgoed Stoutenburg ·
Ten Massche ·
Valkenburg (Rhenen) ·
Huis te Velde ·
Kasteel Veldenstein ·
Hofstede te Vliet ·
Huis te Vleuten ·
Huis te Vliet (Lopik) ·
Huis te Vliet (Oudewater) ·
Vogelpoel ·
Huis te Voorn ·
Vredelant ·
Vronestein ·
Vuijlcop ·
Kasteel Walenburg ·
Wayenstein (Amerongen) ·
Kasteel Weerdenburg ·
Weerdesteyn ·
Weerestein ·
Hof ter Weyde ·
Wickenburgh ·
Wijnestein ·
Wiltenburg (Utrecht) ·
Kasteel van Woerden ·
Huis Woudenberg ·
Huis te Woudenberg (I) ·
Huis te Woudenberg (II) ·
Wulven ·
Kasteel Oud-Wulven ·
Wulvenhorst ·
Slot Zeist ·
Kasteel Zuilenburg ·
Zuileveld ·
Slot Zuylen ·
Huis Zuylenstein